# Forkerte navne
Forkerte navne er en dansk kortfilm fra 2004 med instruktion og manuskript af Jonas Kvist Jensen.

## Handling
Denne artikel mangler et handlingsreferat. Hjælp os med at skrive det.

## Medvirkende
- Mads Koudal - Willy
- Kim Sønderholm - Politichef
- Lene Storgaard - Anna
- Torben Brinck - Cecil
- Christian Gade - George
- Jesper Vidkjær - Julius
- Kasper Kalle - Frank
- Kamiran Rachid - Pizzamand
- Christian Fedérico Bakkensen - Tysk kørestolsbruger
- Michael Würtz - Fyr med colaflaske
- Tanya Nielsen